# Bft Access Automation
Pour les articles homonymes, voir BFT.
Bft, sigle de Bonollo Francesco Thiene, est une multinationale italienne présente dans plus de 120 pays et active dans le secteur de l'automatisation des accès : portails battants et coulissants, portes de garage, parking, barrières automatiques, bornes et dispositifs de dissuasion.
Fondée il y en 1981 à Schio en Italie, Bft est présente dans plus de 120 pays et fait partie du groupe français SOMFY depuis 2004 .

## Histoire
Bft a été fondée en 1981 en tant qu’entreprise de métallurgie à Thiene (Vicence) en Vénétie (Italie) par la famille Bonollo qui, à la fin des années 60, s’était lancée dans une activités de mécanique florissante basée sur la fabrication d’engrenages.
Initialement, Bft proposait des solutions d'accès motorisé pour le secteur résidentiel, avant d'élargir son offre aux secteurs professionnels afin de répondre aux exigences des organismes publics et des collectivités locales.

### Développement
Au cours des années 80 et 90, la société connait une forte expansion, ce qui lui permet de passer du statut d’entreprise familiale à celui de société internationale.
En 2002, la première filière allemande est inaugurée et au cours des années suivantes, des filiales ouvrent en France, Espagne, Royaume-Uni, Belgique, Croatie, Pologne, États-Unis, Portugal, Australie, République Tchèque, Russie, Turquie, Irlande, Roumanie, Chine, Moyen Orient, Nouvelle Zélande et jusqu’en Inde en 2015.
En 2004, la société rejoint le groupe français SOMFY et en seulement 5 ans, son chiffre d’affaires double pour passer de 50 à 100 millions d’euros.
En 2009, Bft achète Sacs et O&O, deux sociétés italiennes qui lui permettent d'élargir son offre au secteur public: barrières routières, bornes de dissuasion de stationnement, de contrôles d’accès aux parkings et dispositifs de dissuasion anti-terrorisme et leur interconnectivité.
En 2015, Bft présente sa nouvelle philosophie d’entreprise et sa devise devient Be Ahead, afin de mettre en avant sa force d'innovation dans le développement de solutions avancées et technologies de nouvelle génération, conçues pour améliorer la vie des installateurs et des utilisateurs.
À partir de janvier 2020 sur le marché italien, via des grossistes en matériel électrique, Bft commence à distribuer des produits SOMFY tels que des moteurs pour volets roulants, serrures interconnectées, thermostats intelligents, systèmes automatiques d’ouvertures des volets.

### Technologies
Bft propose différentes solutions de connexion sans fil dans le domaine de l’automatisation des accès, de l’entretien des installations à distance à la possibilité d’ouvrir ou fermer le portail de son propre domicile grâce à une application sur votre smartphone. U-Link, sa plate-forme technologique brevetée en 2011, rend ses produits intelligents et leur permet de communiquer entre eux.
La sécurité des automatismes pour portails est garantie par la technologie 24 V basse tension qui régule la vitesse d’ouverture et de fermeture des portes et détecte la présence d’obstacles tels que des objets ou des personnes. Le système D-Track, par ailleurs, récupère les données du moteur comme les écarts de température ou le degré d’usure mécanique en ajustant et en mettant à jour le niveau de poussée nécessaire pour effectuer les manœuvres d’ouverture et de fermeture.
Le système d’alimentation par énergie solaire pour les portails dont l’accès au réseau électrique est difficile est un autre bon exemple.

### Certifications
Les produits Bft bénéficient des certifications les plus importantes qui attestent de la fiabilité des systèmes d’automatisation. La certification UNI EN ISO 9001 précise l’ensemble des obligations de qualité d’un système de gestion d’entreprises et garantit que les services fournis aux clients sont toujours plus efficaces. La certification UNI EN ISO 14001 garantit l’attention portée à la protection de l’environnement. Le marquage CE obligatoire garantissant le respect des normes de sécurité. La certification CSA qui garantit la qualité du produit dans le respect des normes particulières en matière d’exportation vers le marché nord-américain.

## Projets Building et Urban Access Automation
Un célèbre musée en bord de mer en Arabie saoudite illustre parfaitement les projets Building et Urban Access Automation à l’échelle internationale. Ce musée avait besoin d’interdire l’accès des véhicules à la zone VIP. Le Groupe Bft a fourni des dispositifs de dissuasion automatique équipés d’un cylindre en acier inox résistant à la corrosion saline.
Les dispositifs de dissuasion de Bft peuvent être utilisés non seulement pour des besoins de sécurité mais aussi dans les situations dans lesquelles il est nécessaire de gérer des accès urbains. Le rond-point proche d’un chantier naval à Marghera est un autre bon exemple; celui-ci devait pouvoir être traversé par des véhicules spéciaux qui, du fait de leurs dimensions, ne pouvaient pas suivre sa courbure. En 2019, par ailleurs, Bft a contribué au projet de transformation du bord de mer de Lignano Sabbiadoro grâce à l’installation de 48 dispositifs de dissuasion dans les points de passage stratégiques de la ville. L’exigence de la commune de Lignano Sabbiadoro trouve sa source dans des faits divers liés au terrorisme mais aussi dans le besoin de gérer les accès des véhicules aux zones piétonnes dans la zone où la circulation est limitée. Les crash tests réalisés conformément aux normes internationales IWA 14-1:2013 et PAS 68:2013 certifient la résistance à l’impact avec un véhicule de plus de 7 tonnes lancé à une vitesse de 80 km/h.
Les solutions proposées par le Groupe Bft assistent les administrations publiques et les grandes collectivités qui ont de tels besoins en leur offrant une gamme de dispositifs de dissuasion anti-terroriste qui garantissent une résistance maximale à l’impact dans des situations d’urgence et peuvent être actionnés sur demande, ce qui facilite le passage des forces de l’ordre et des moyens de secours. Les dispositifs de dissuasion garantissent une plus grande efficacité par rapport aux jardinières en béton ou les glissières de sécurité en béton et ne modifient pas l’esthétique du lieu où ils sont installés.
Toujours en 2019, à Gênes, Bft a contribué à la réalisation du premier parking en Italie destiné aux voitures électriques (Park Marina Porto Antico), participant ainsi au développement de la mobilité électrique pour les solutions publiques, les entreprises et les résidences. Un niveau du parking est entièrement destiné à la eMobility grâce à 33 bornes de recharge pour un total de 150 places. Le logiciel créé par Bft permet à n’importe quel utilisateur de parking de recharger sa voiture personnelle et de régler le coût du parking grâce à un ticket unique.

## Sponsoring
En 2014, Bft a sponsorisé l’Aprilia Racing Team avec sa propre marque présente sur les motos de Marco Melandri et Sylvain Guintoli, et en 2015 et 2016, la société a sponsorisé le championnat du monde de Superbike et le championnat junior de Ducati Superbike Team.
En 2020, Bft a été le premier partenaire de l’exposition «L’Egitto di Belizoni. Un gigante nella terra delle piramidi» qui a rassemblé des œuvres importantes prêtées par de prestigieux musées italiens et étrangers au Centre Culturel Altinate San Gaetano de Padoue.